# Ивица и Марица: Ловци на вештице
Ивица и Марица: Ловци на вештице (енгл. Hansel & Gretel: Witch Hunters) амерички је акциони хорор филм из 2013. године, у режији и по сценарију Томија Вирколе. Наставак је немачке бајке „Ивица и Марица” браће Грим, у којем су насловни брат и сестра сада одрасли и раде као дуо истребљивача вештица. Главне улоге глуме: Џереми Ренер, Џема Артертон, Фамке Јансен, Петер Стормаре, Томас Мен, Пихла Виитала и Дерек Мирс.
Године 2010, након што му се обратио Gary Sanchez Productions, Виркола је представио филм за Paramount Pictures. У септембру 2010. Ренер је добио улогу Ивице, док је улога Марица била намењена Номи Рапас, али је у јануару улогу добила Артертонова. Снимање је почело у марту 2011. у Берлину, а завршено је у јуну. Првобитно планиран за приказивање у марту 2012. године, одложен је како би се омогућило додатно време за снимање сцене после завршне шпице са Ренером.
Приказан је 25. јануара 2013. године у САД, односно 28. фебруара у Немачкој и 7. фебруара у Србији. Добио је негативне рецензије мејнстрим критичара, посебно због онога што су сматрали као слаб сценарио и неоправдано насиље, али су рецензије жанровских критичара биле позитивније. Остварио је комерцијални успех, зарадивши 226 милиона долара широм света, наспрам буџета од 50 милиона долара.

## Радња
Након што су као деца осетили укус крви, Ивица (Џереми Ренер) и Марица (Џема Артертон) су постали окорели осветници жељни одмазде. Сада ће, мимо њиховог знања, Ивица и Марица постати ловина и мораће да се суоче са злом већим и од самих вештица — њиховом прошлошћу.

## Улоге
| Глумац              | Улога              |
| ------------------- | ------------------ |
| Џереми Ренер        | Ивица              |
| Џема Артертон       | Марица             |
| Фамке Јансен        | Мјуриел            |
| Петер Стормаре      | шериф Берингер     |
| Томас Мен           | Бен Валзер         |
| Дерек Мирс          | Едвард             |
| Пихла Виитала       | Мина               |
| Ингрид Болсе Бердал | рогата вештица     |
| Хуана Кулиг         | црвенокоса вештица |